# Клейне, Пит
Питер «Пит» Клейне (нидерл. Pieter „Piet“ Kleine; 17 сентября 1951, Холландсевелд, Хогевен, Дренте) — нидерландский конькобежец, олимпийский чемпион, чемпион и рекордсмен мира.
Пит Клейне шесть раз был серебряным призёром чемпионатов Нидерландов (1973—1977 и 1981), один раз бронзовым призёром (1980), в 1978 году он выиграл чемпионат в многоборье.
В 1973 году Пит Клейне завоевал бронзовую медаль в многоборье на чемпионате мира в Девентере.
В 1975 году Пит Клейне завоевал бронзовую медаль в многоборье на чемпионате Европы в Херенвеене.
На зимних Олимпийских играх 1976 года  в Инсбруке Пит Клейне стал олимпийским чемпионом на дистанции 10000 метров, опередив тогдашнего рекордсмена на этой дистанции Стена Стенсена. На дистанции 5000 метров Клейне завоевал серебряную медаль, поменявшись местами с Стенсеном.
В 1976 году Клейне стал также чемпионом мира в многоборье и установил четыре мировых рекорда.
В 1976 году Пит Клейне был назван в Нидерландах спортсменом года.
На зимних Олимпийских играх 1980 года  в Лэйк-Плэсиде Пит Клейне завоевал серебряную медаль на дистанции 10000 метров, уступив лишь непобедимому на тех Играх американцу Эрику Хайдену.
В 1981 году Клейне завершил свою карьеру конькобежца, но продолжал участвовать в конькобежных марафонах вплоть до 2001 года.

## Мировые рекорды
Пит Клейне — четыре раза улучшал мировые рекорды:
- 5000 метров 7:04,86 5 марта 1976 года, Инцелль
- 5000 метров 7:02,38 12 марта 1976 года, Инцелль
- Многоборье 165,884 13 марта 1976 года, Инцелль
- 10000 метров 14:43,92 13 марта 1976 года, Инцелль

## Лучшие результаты
Лучшие результаты Пита Клейне на отдельных дистанциях:
- 500 метров — 40,10 (30 января 1981 года, Давос)
- 1000 метров — 1:17,35 (30 января 1981 года, Давос)
- 1500 метров — 1:56,28 (13 марта 1976 года, Инцелль)
- 3000 метров — 4:08,86 (26 февраля 1981 года, Инцелль)
- 5000 метров — 7:02,38 (12 марта 1976 года, Инцелль)
- 10000 метров — 14:36,03 (23 февраля 1980 года, Лэйк-Плэсид)